# Aella
«Aélla» («Аэ́лла») — российская женская метал-группа, играющая в жанре heavy metal с элементами power, sympho, progressive и neo-classical стилей. Образована в 2008 году продюсером группы Алексеем Мартином.

## История
Группа считает своим днем рождения 7 января 2008 года, когда шестеро девушек во главе с директором и композитором Алексеем Мартином решили утвердить название «Аэлла», отражавшее суть команды. Аэллой (в переводе — «вихрь») звали одну из пяти гарпий из греческой мифологии, а также это имя носила амазонка, бросившую вызов Гераклу и убитая им в битве.
Карьеру девушки начали как кавер-проект, исполняя песни таких групп, как Rainbow, Royal Hunt, Helloween, Ингви Мальмстин и других. Однако не заставил себя ждать и собственный материал. Начав выступать в московских клубах, группа исполняла всё больше своих песен.
В мае 2011 года вышел первый альбом с одноименным названием — «Aella», записанный на студии KIV records и, как и последующий, изданный на лейбле CD-Maximum. К выходу второго альбома «Ночные ведьмы» в копилке релизов оказалось уже 5 трибьютов группам «Ария», «Скорая помощь», «Чёрный Обелиск», «Маврин», «Гран-КуражЪ», а также несколько собственных синглов и два концертных DVD.
Кроме того, 10 апреля 2014 года группа выпустила альбом «Aella Garage» с кавер-версиями песен Rainbow, Deep Purple, Helloween, Doro.
31 декабря 2013 года вышел альбом «Ночные ведьмы».
Готовя очередной альбом, группа трудилась над еще одним большим проектом, официально представленным 12 апреля 2015 года: кавер-версией классического альбома «Арии» «Мания величия».
Четвёртый номерной альбом «Четвёртая высота» вышел 21.01.17.
24.08.2020 скончался директор группы Алексей Мартин. Однако группа продолжила свое существование.  
20 января 2023 вышел пятый альбом группы «Жизнь происходит сейчас».

## Состав группы

### Действующий состав
- Анна Среда — вокал (2016—наши дни)
- Ольга Андреева — гитара (2011—наши дни)
- Ольга Володькина — гитара (2008—2012, 2013—2016, 2017—2019, 2022—наши дни)
- Наталья Переверзева — бас-гитара (2008—наши дни)
- Елизавета Медведева — ударные (2022—наши дни)

### Бывшие участники
- Тиллен Аверс — вокал (2008—2016)
- Мария Андреева — ударные (2008—2015)
- Екатерина Прудникова — гитара (2008—2009)
- Анастасия Хоруженко — клавишные (2008)
- Анна Ergwath Жилякова — клавишные (2009—2011)
- Ирина Шаплова — гитара (2009—2011)
- Татьяна Лепская — клавишные (2011—2014)
- Полина Седова — гитара (2012)
- Мария Васенкова — клавишные (2015)
- Екатерина Сорокина — ударные (2015—2020)
- Анастасия Полякова — вокал (2016)
- Роман Панков — ударные (2020)
- Елена Егорова — гитара (2021)
- Александра Ковальская — ударные (2021)
- Анастасия Наумова — клавишные (2019—2024)

## Дискография

### Студийные альбомы
- «Aella» (2011)
- «Ночные ведьмы» (2013)
- «Мания величия — 30 лет спустя» (2015)
- «Четвертая высота» (2017)
- «Жизнь происходит сейчас» (2023)

### Синглы и EP
- «Связаны ветром» (2009)
- «Екатерина Алексеевна» (2012)
- «A Tribute To Aella V» (2013)
- «Loneliness» (2013)
- «Aella Garage …One Stage Tribute Album (EP)» (2014)
- «La Amazona Enamorada» (2014)
- «Крылья валькирии» (2015)
- «Тебе равных нет (EP)» (2016)
- «Спасайте город» (2016)
- «Белая Лилия» (2020)

### Концертные альбомы
- «Live» (2012)
- «Всего лишь шаг…» (2014)
- «Это рок» (2015)
- «Аэлла и близкие..» (2018)

### Трибьюты
- «A tribute to Ария. XXV» (2010)
- «A tribute To Скорая помощь» (2011)
- «A tribute to Чёрный Обелиск. XXV» (2012)
- «Tribute to Маврин. Fifteen Years» (2013)
- «Tribute to Гран-КуражЪ XV+I» (2015)
- «Russian-language tribute to Helloween» (2015)

### Сборники
- «Украдено из студии 2» (2010)

## Видеоклипы
- «Влюблённая Амазонка» (2009)
- «Ночные ведьмы» (2013)
- «Клеопатра» (2022)